# Oldenlandia mellii
Oldenlandia mellii là một loài thực vật có hoa trong họ Thiến thảo. Loài này được (Tutcher) Chun mô tả khoa học đầu tiên năm 1934.